# KRTAP19-2
KRTAP19-2 (англ. Keratin associated protein 19-2) – білок, який кодується однойменним геном, розташованим у людей на довгому плечі 21-ї хромосоми. Довжина поліпептидного ланцюга білка становить 52 амінокислот, а молекулярна маса — 5 737.
| 10         |  | 20         |  | 30         |  | 40         |  | 50         |
| ---------- |  | ---------- |  | ---------- |  | ---------- |  | ---------- |
| MCYGYGCGCG |  | SFCRLGYGCG |  | YEGCRYGCGH |  | RGCGDGCCCP |  | SCYRRYRFTG |
| FY         |  |            |  |            |  |            |  |            |

C: Цистеїн

D: Аспарагінова кислота

E: Глутамінова кислота

F: Фенілаланін

G: Гліцин

H: Гістидин

L: Лейцин

M: Метіонін

P: Пролін

R: Аргінін

S: Серин

T: Треонін